# Francisco Muse
Francisco Muse Mehech, né le 9 avril 1996, est un athlète chilien, spécialiste du lancer de javelot

## Biographie
Il bat en 73,24 m son record personnel le 22 avril 2017 Santiago du Chili.
Avec 76,91 m, nouveau record personnel, il remporte les Championnats d'Amérique du Sud d'athlétisme espoirs 2018 à Cuenca.